# تلیهونا
تلیهونا (به لاتین: Telihunna) یک منطقهٔ مسکونی در سری‌لانکا است که در استان مرکزی (سری‌لانکا) واقع شده‌است.